# Channasamudra, Holalkere
Channasamudra là một làng thuộc tehsil Holalkere, huyện Chitradurga, bang Karnataka, Ấn Độ.